# سية سران
سية سران هي قرية في مقاطعة جلفا، إيران. عدد سكان هذه القرية هو 983 في سنة 2006.